# Мальдівська руфія
Мальдівська руфія (мальд. ދިވެހި ރުފިޔާ, англ. rufiyaa — від хінді rupīyā, rūpaiyā — рупія) — грошова одиниця Республіки Мальдіви. Поділяється на 100 ларі. В обігу перебувають монети номіналом 1, 2, 5, 10, 25, 50 ларі, 1, 2 руфії та банкноти в 5, 10, 20, 50, 100, 500, 1000, 5000 руфій. Центральний банк — Мальдівське управління грошового обігу.

## Опис

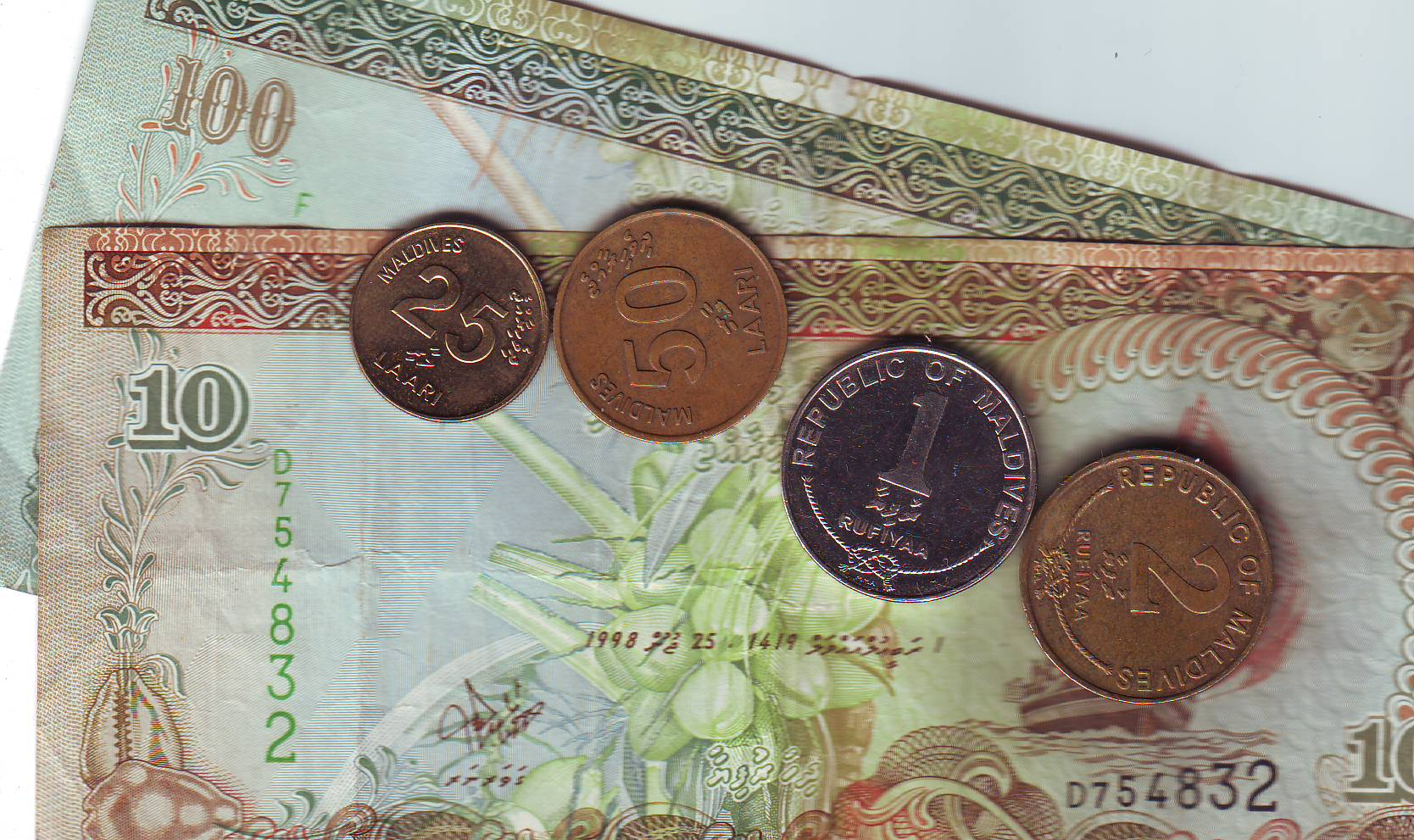
Банкноти (10, 100 руфій) та монети (25, 50 ларі, 1, 2 руфії) мальдівської руфії, 2009 рік

Усі купюри Мальдівської Республіки серії 1983 року, які були в обігу до 2015—2017 років, різних номіналів мали подібне оформлення. На їх лицьовій стороні було зображено кокосову пальму й вітрильник.
За зовнішнім оформленням мальдівські руфії відрізнялися одна від одної лише зворотньою стороною. Так, зворотний бік купюри номіналом у 5 руфій містив зображення рибалок на човнах у морі. Переважали на купюрі кольори — фіолетовий, бузковий та блакитний.
На зворотному боці купюри номіналом у 10 руфій були зображені сцени із сільського життя. Основні кольори — помаранчевий, темно-коричневий та зелений.
На звороті 20 руфій був розміщений малюнок риболовецького судна в гавані. Основні кольори — малиновий та бузковий.
На звороті купюри номіналом в 50 руфій — зображення місцевого ринку. Кольори банкноти — лазуровий і темно-синій.
100 руфій на своєму обороті містили зображення гробниці. Переважали кольори — світло-зелений, оливковий і охра.
Червоно-помаранчева купюра в 500 руфій містила зображення головної мечеті й Ісламського центру. Оскільки найчастіше траплялися підробки купюри у 500 руфій, валютне управління Мальдівської Республіки постановило вилучити з обігу купюри цього номіналу, випущені до 1998 року.
У 2015—2017 роках відбулося впровадження нової серії банкнот у якій додатково випустили банкноту в 1000 руфій. В жовтні 2015 на честь 50-річчя незалежності Мальдівської Республіки була випущена пам'ятна банкнота в 5000 руфій.
Монета 1 руфія карбується з 80-х років XX ст., а монета номіналом 2 руфії — з 1995 року.

## Валютний курс
У 2005—2017 роках, обмінний курс мальдівської руфії був прив'язаний до долара США на рівні 12,8 руфії за 1 долар. У 2018 мальдівська валюта була девальвована до приблизно 15,5 руфій за 1 долар.

## Банкноти
| Серія 2015—2020 («Ran Dhihafaheh»)                      | Серія 2015—2020 («Ran Dhihafaheh») | Серія 2015—2020 («Ran Dhihafaheh») | Серія 2015—2020 («Ran Dhihafaheh») | Серія 2015—2020 («Ran Dhihafaheh») | Серія 2015—2020 («Ran Dhihafaheh») | Серія 2015—2020 («Ran Dhihafaheh»)                       | Серія 2015—2020 («Ran Dhihafaheh») |
| Зображення                                              | Зображення                         | Номінал                            | Основний колір                     | Габаритні розміри                  | Описание | Описание                                                 | Дата випуску                       |
| Аверс                                                   | Реверс                             | Номінал                            | Основний колір                     | Габаритні розміри                  | Аверс | Реверс                                                   | Дата випуску                       |
| ------------------------------------------------------- | ---------------------------------- | ---------------------------------- | ---------------------------------- | ---------------------------------- | --- | -------------------------------------------------------- | ---------------------------------- |
|                                                         |                                    | 5 руфій                            | Сіро-червоний                      | 150×70мм                           | Футболісти; риби; танцюристи | Раковина                                                 | 2017                               |
|                                                         |                                    | 10 руфій                           | Жовто-коричневий                   | 150×70мм                           | Чоловіки та жінки, що грають на традиційних барабанах; Тодді таппер                                                                                | Традиційний мальдівський барабан                         | 2015 2018                          |
|                                                         |                                    | 20 руфій                           | рожево-фіолетовий                  | 150×70мм                           | Реактивний літак злітає із міжнародного аеропорту Велана; Рибалка та смугастий тунець; раковина каурі (Monetaria moneta)                           | Доні                                                     | 2015 2020                          |
|                                                         |                                    | 50 руфій                           | Зелений                            | 150×70мм                           | Чоловіки тягнуть човни з берега на воду; Сидячий хлопчик читає Коран                                                                               | Мінарет П'ятничної мечеті (Хукуру Міський)               | 2015                               |
|                                                         |                                    | 100 руфій                          | червоний                           | 150×70мм                           | Група місцевих жителів у традиційному одязі; сидить жінка в традиційній сукні (Лібаас) працює над вирізом (Хіру) аналогічного плаття.              | Раннє священне письмо дивехі (Dambidū Lōmāfānu)          | 2015 2018                          |
|                                                         |                                    | 500 руфій                          | Апельсин                           | 150×70мм                           | Жінка робить екол (Iloshi), що традиційно використовуються для мітел (Iloshi fathii); ремісник, що вирізує дерево за допомогою молотка та стамески | Традиційна ваза ручного різьблення з лакованими деталями | 2015                               |
|                                                         |                                    | 1000 руфій                         | Синій                              | 150×70мм                           | Скати манта (Manta alfredi), Зелена черепаха (Chelonia mydas)                                                                                      | Китова акула (Rhincodon typus)                           | 2015                               |
| Стандарти таблиць див. у таблиці характеристик банкнот. |                                    |                                    |                                    |                                    | |                                                          |                                    |